# ساجانا رانا
ساجانا رانا (انگلیسی: Sajana Rana؛ زادهٔ ۱۳ ژوئن ۱۹۸۷) بازیکن فوتبال اهل نپال است.
وی همچنین در تیم‌های ملی فوتبال زیر ۲۳ سال زنان نپال و زنان نپال بازی کرده‌است.